# سان لوئیس (۱)، شهرستان پیما، آریزونا
سان لوئیس (به انگلیسی: San Luis) یک منطقهٔ مسکونی در ایالات متحده آمریکا است که در آریزونا واقع شده‌است. سان لوئیس ۵۴۷ متر بالاتر از سطح دریا واقع شده‌است.